# 여과 섭식자

플랑크톤을 먹고 있는 크릴

여과 섭식자(濾過攝食者, filter feeder)은 특화된 여과 구조를 가지고 물을 통과시켜 물속의 음식 입자나 부유 물질을 걸러 먹는 포식자를 뜻한다. 조개, 크릴, 해면 동물, 수염고래 등 많은 생물이 여과 섭식자에 속한다. 홍학과 특정 오리들도 여과 섭식자에 속한다. 여과 섭식자는 물을 정화하는데 중요한 역할을 하는 생태계 공학자이다.
- 거미줄 - 여과섭식 중에선 유일하게 육상에서의 등가물(equivalent)이다.

## 같이 보기
- 포식
- 거미줄
- 인두 틈새